# American Forces Network

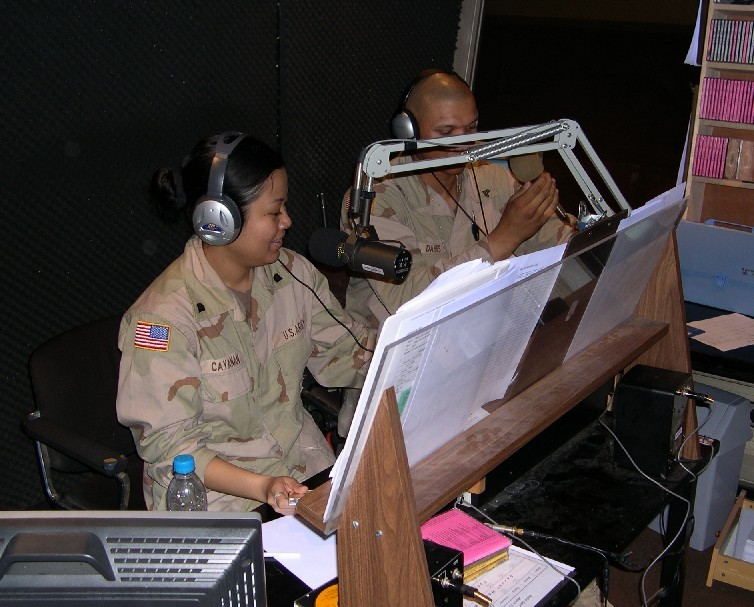
Studio polowe AFN podczas operacji irackiej

American Forces Network (AFN) – oficjalna nazwa, pod którą armia amerykańska prowadzi działalność radiową i telewizyjną. American Forces Network jest częścią Departamentu Obrony, a siedziba główna znajduje się w Alexandrii. Misją stacji jest propagowanie polityki państwa.
Programy radiowe i telewizyjne stacji przeznaczone są dla żołnierzy i ich rodzin stacjonujących w bazach na całym świecie, jak również na okrętach wojennych US Navy. Stacja nadaje programy własne, a także retransmituje programy nadawców amerykańskich. 

## Historia

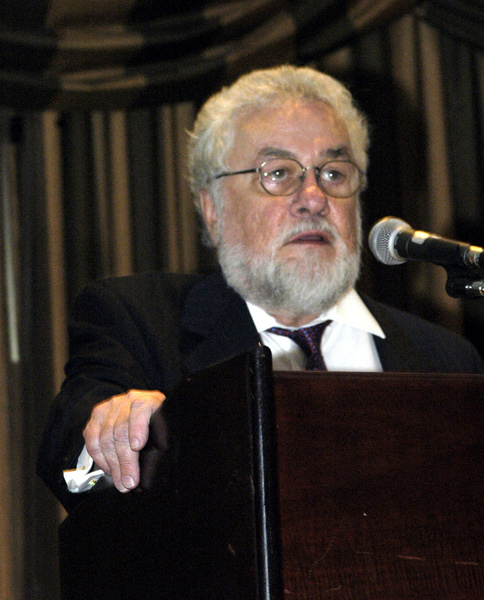
Adrian Cronauer, DJ radia AFN w Wietnamie, którego historia posłużyła za kanwę filmu Good Morning, Wietnam!

Początki AFN sięgają roku 1942, kiedy Departament Wojny Stanów Zjednoczonych powołał Armed Forces Radio Service (pol. serwis radiowy sił zbrojnych). Pojedyncze stacje istniały wcześniej, choć nieoficjalnie, jak np. radio PCAN przeznaczone dla żołnierzy stacjonujących w Strefie Kanału Panamskiego. Armia amerykańska rozpoczęła nadawanie z Londynu, po uzyskaniu zgody na złamanie monopolu BBC na nadawanie z terenu Anglii. Studia i sprzętu nadawczego użyczyło BBC. BBC zgodziło się na nadawanie programu przez Amerykanów, jednak ograniczyło moc nadajników do 50 W w obawie przed konkurencją. Pierwsza transmisja miała miejsce 4 lipca 1943 roku. 
13 czerwca 1944 przy współudziale AFN, alianci rozpoczęli emisję programu sił alianckich z terenu Francji; 50% czasu antenowego przypadło AFN, 45% Anglikom, reprezentowanym przez BBC i pięć procent kanadyjskiej CBC. Program nie był przeznaczony dla ludności cywilnej, a wyłącznie dla żołnierzy i składał się z dzienników, programów informacyjnych i dużej ilości muzyki. 
13 października 1944 rozpoczęła nadawanie stacja AFN Paris; programy przygotowano na płytach w Los Angeles, część była produkcji studia paryskiego. Stacja nadawała na falach średnich 214 m. W listopadzie 1944 siedziba radiostacji AFN Europe została przeniesiona z Londynu do Paryża; kwatera główna pozostała w Londynie. Radio miało bardzo wysoką słuchalność wśród żołnierzy amerykańskich - do słuchania stacji przyznało się 72% badanych, a średni czas poświęcony radiu wynosił 3 godziny dziennie.

## Po II wojnie światowej
Nadajniki paryskie wyłączono w 1947, przejęła je stacja nadająca obecnie w strukturach publicznego radia jako France Inter. Radio AFN nadawało podczas wojny koreańskiej; wojny w Wietnamie i innych konfliktów, w których brała udział armia amerykańska. Obecnie radio AFN nadaje w Afganistanie z bazy lotniczej Bagram. W Europie zajmuje kilkadziesiąt częstotliwości radiowych i telewizyjnych, głównie w Niemczech i we Włoszech

## AFN w kulturze
Działalność stacji podczas wojny w Wietnamie jest tłem filmu Good Morning, Vietnam z Robinem Williamsem w roli głównej.